# 54810 Molleigh
54810 Molleigh este un asteroid din centura principală de asteroizi.

## Descriere
54810 Molleigh este un asteroid din centura principală de asteroizi. A fost descoperit pe 16 iunie 2001 la Stația Anderson Mesa în cadrul programului LONEOS. Asteroidul prezintă o orbită caracterizată de o semiaxă mare de 2,43 ua, o excentricitate de 0,21 și o înclinație de 9,5° în raport cu ecliptica.